# Юрий Сьомин
Юрий Павлович Сьомин (на руски: Ю́рий Па́влович Сёмин) е бивш съветски и руски футболист и настоящ треньор по футбол.

## Кариера

### Кариера като футболист
Дебюта си в мъжкия футбол прави през 1964 със Спартак Орел – отбор, който по това време се състезава във Втора съветска дивизия. Година по-късно е трансфериран в Спартак Москва, където играе за два сезона. През 1968 година преминава в Динамо Москва, с който през 1970 печели единствения си трофей в кариерата си на активен футболист – Купата на Съветския съюз. Година след триумфа Сьомин напуска Милиционерите и последователно играе за Кайрат, Чкаловец Новосибирск, ЛЛокомотив Москва и Кубан Краснодар, където през 1980 приключва активната си спортна кариера.

### Кариера като треньор
Две години след като спира с активния футбол, Сьомин е назначен за треньор на последния си тим – Кубан. През 1983 година поема Памир Душанбе, но не успява да постигне успехи.
От 6 януари 1986 до 18 април 2005 година (с кратко прекъсване през 1991) води Локомотив Москва, като именно начело на Московските железничари постига най-големите си успехи, като на два пъти печели шампионата и Суперкупата на Русия и пет пъти Купата на Русия, както и редица други трофеи.
В началото на 2005 година поема закъсалия по това време руски национален отбор, като задачата му е да класира Сборная на Световното първенство през 2006. Въпреки че Сьомин не губи нито един мач като национален селекционер, Русия не успява да се класира за световните финали, поради което треньора напуска.
От ноември 2005 до август 2006 година тренира Динамо Москва.
След това през сезон 2006/07 отново се завръща в Локовотив Москва, този път като президент на отбора.
От 2007 до 2012 г., с изключение на сезон 2009/10, води украинския гранд Динамо Киев. Извежда тима си до титлата през сезон 2008/09 и Суперкупата на страната през 2011.
След като напуска Украйна ръководи за по един сезон азербайджанския Габала и руските Мордовия и Анжи.
На 26 август 2016 година се завръща за общо шести път в Локомотив Москва. При четвъртия си престой в Локомотив печели 4 трофея – шампионската титла през 2018 г., две Купи на Русия и Суперкупата на страната.

## Успехи

### Като футболист
Динамо Москва
- Носител на Купата на СССР (1): 1970

 Локомотив Москва
- Носител на Купата на Европейските железници (1): 1976

### Като треньор
Локомотив Москва
- Шампион на Русия (3): 2002, 2004, 2017/18
- Носител на Купата на Русия (6): 1995/96, 1996/97, 1999/00, 2000/01, 2016/17, 2018/19
- Носител на Суперкупата на Русия (3): 2003, 2005, 2019

 Динамо Киев
- Шампион на Украйна (1): 2008/09
- Носител на Суперкупата на Украйна (1): 2011